# الجبهة الإسلامية للإنقاذ
الجبهة الإسلامية للإنقاذ هي حزب سياسي جزائري سابق حُلَّ بقرار من السلطات الجزائرية في مارس 1992، يُعرف اختصارًا بفيس أُنشئ في 18 فبراير 1989 بعد التعديل الدستوري وإدخال التعددية الحزبية التي فرضتهما الانتفاضة الشعبية في 5 أكتوبر 1988 في عهد الشاذلي بن جديد. اعترفت الحكومة الجزائرية رسميا بالجبهة الإسلامية للإنقاذ في 6 سبتمبر 1989 وكان يترأسها آنذاك الشيخ عباسي مدني وينوب عنه الشيخ علي بن حاج. خاضت الجبهة الإسلامية أول انتخابات محلية في 12 يناير 1990 وفازت بها، كما خاضت الانتخابات التَّشريعية في ديسمبر 1991 وفازت بها أيضا بنتيجة ساحقة لكنها ألغيت فيما بعد ونتج عن ذلك أيضا قرار حل الحزب.

## البداية والتأسيس

عباسي مدني مؤسس الجبهة الإسلامية للإنقاذ.

- في نهاية السبعينات بدأ الظهور العلني للشباب المسلم في الجامعات الجزائرية في إطار ما سُمي بالصحوة الإسلامية وتقاسم العمل الإسلامي المنظم ما قبل 1988م لثلاث جماعات وهي: جماعة الإخوان المسلمين الدوليين بقيادة الشيخ محفوظ نحناح وجماعة الإخوان المسلمين المحليين بقيادة الشيخ عبد الله جاب الله، وجماعة الطلبة أو جماعة مسجد الجامعة المركزي أو أتباع مالك بن نبي بقيادة الدكتور محمد بوجلخة ثم الشيخ محمد السعيد.
- في 12 نوفمبر 1982 اجتمع مجموعة من علماء المسلمين بالجزائر منهم: الشيخ أحمد سحنون والشيخ عبد اللطيف سلطاني والدكتور عباسي مدني ووجّهوا نداءً من 14 بنداً يطالب بضرورة تطبيق الشريعة الإسلامية بالجزائر ويشجب تعيين نساء وعناصر مشبوهة في القضاء الجزائري، ويدعو إلى اعتماد توجه إسلامي للاقتصاد الجزائري، ويرفض الاختلاط في المؤسسات، ويدين الفساد، ويطالب بإطلاق سراح المعتقلين ويندد بوجود عملاء أعداء للإسلام في أجهزة الدولة الجزائرية.
- أُسست رابطة الدعوة سنة 1989 برئاسة الشيخ أحمد سحنون وذلك لأنه أكبر الأعضاء سناً حيث كان عمره 83 عاماً وكانت الرابطة مظلة للتيارات الإسلامية كلها، ومن بين أعضاء رابطة الدعوة: محفوظ نحناح، وعباسي مدني، وعبد الله جاب الله، وعلي بلحاج، ومحمد السعيد. و كان من أبرز أهداف رابطة الدعوة:

1. إصلاح العقيدة.
2. الدعوة إلى الأخلاق الإسلامية.
3. تحسين الاقتصاد المُنهار في الجزائر.
4. النضال على مستوى الفكر.

- دعى الشيخ الشاب علي بلحاج إلى تشكيل الجبهة الإسلامية الموحدة إلا أن الدكتور الشيخ عباسي مدني اقترح لها اسماً آخر هو الجبهة الإسلامية للإنقاذ، معللاً هذه التسمية: بأن الجبهة تعني المجابهة، والاتساع لآراء متعددة، الإسلامية لأنه هو السبيل الوحيد للإصلاح والتغيير، الإنقاذ مأخوذ من الآية (وكنتم على شفا حفرة من النار فأنقذكم منها) (سورة آل عمران، الآية: 103).
- رفض الشيخ محمد السعيد بداية تشكيل الجبهة لكنه التحق بها بعد الانتخابات البلدية. كما رفض الشيخ محفوظ نحناح أيضاً الفكرة في البداية ثم أسس حركة المجتمع الإسلامي وأسس عبد الله جاب الله حركة النهضة الإسلامية.
- تم الإعلان الرسمي عن الجبهة الإسلامية للإنقاذ في 18 فيفري 1989 م، وذلك بمبادرة من عدد من الدعاة المستقلين من بينهم الدكتور عباسي مدني الذي أصبح رئيسًا للجبهة ونائبه الشيخ علي بلحاج. واعترفت بها الحكومة الجزائرية رسميا في 6 سبتمبر 1989.

## الانتخابات البلدية
- كانت ثقة المواطن الجزائري في النظام الحاكم ما قبل أحداث 5 أكتوبر 1988 ضعيفة بسبب ما كان يواجهه في حياته اليومية من مشاكل العمل والسكن وغياب العدالة الاجتماعية وانتشار الرشوة والبيروقراطية والمحسوبية وغياب تام للحريات كحرية التعبير والتظاهر إضافة إلى ما وصلت إليه البلاد آنذاك من مديونية وعجز كل هذا قاد الشارع إلى الانتفاض في 5 أكتوبر 1988 وكان ذلك نقطة تحول كبرى في تاريخ الجزائر إذ أدى بعد ذلك إلى تغيير كبير في سياسة النظام الحاكم نتج عنه قرارات إصلاحية دعمت الانفتاح في المجالين السياسي والإعلامي حيث فتح المجال أمام التعددية الحزبية وبدأت تظهر إلى الوجود الكثير من الصحف وفي هذا الوقت ظهرت الجبهة الإسلامية للإنقاذ إلى الساحة كحزب إسلامي معارض ذو أفكار مُغايرة لما يراه النظام فيما يخص طريقة تسيير الدولة.
- كان للخطاب الذي تبنته الجبهة الإسلامية الأثر البالغ في اكتساب ثقة المواطن الجزائري التوّاق إلى حياة جديدة حيث ركزت على إقامة نظام إسلامي مبني على العدالة المنشودة ويضمن للمواطن الحياة الكريمة وما يطمح له من حرية للتعبير وأيضا محاربة الآفات الاجتماعية التي تراكمت مُخلّفاتها منذ قيام الدولة الجزائرية الفتية سنة 1962 فوجد فيها الشعب الجزائري البديل المناسب القادر على مجابهة فساد السلطة وإصلاح الأوضاع.
- أول انتخابات نظمت في مرحلة التعددية كانت الانتخابات المجالس البلدية الولائية وقد أفرزت نتائجها فوزا كبيرا للجبهة الإسلامية للإنقاذ إذ حصلت على 953 مجلس بلدي من أصل 1539 و 32 مجلس ولائي من أصل 48 مجلس ولائي.[5]

## الانتخابات التشريعية

الأغلبية للجبهة الإسلامية للإنقاذ
50% الجبهة الإسلامية للإنقاذ
الأغلبية لغير المنتمين للجبهة الإسلامية للإنقاذ
غير مححدة
لا تتوفر معلومات توزيع المقاعد في نتائج انتخابات سنة 1991، والتي حققت فيها الجبهة الإسلامية للإنقاذ الأغلبية في معظم المناطق المأهولة بالسكان

- أضفت النتائج الكبيرة التي حققتها الجبهة الإسلامية للإنقاذ في الانتخابات المحلية ديناميكية كبيرة للحزب وأكسبته انتشارا أكبر في أوساط الشعب الجزائري الذي التفّ أغلبه حول هذا الحزب الجديد. لكن هذا أتى أيضا بنتائج عكسية حيث بدأت المشاكل تلاحق الحزب وبدأ النظام الذي لم يتخيل ولم يكن يريد تغييرا بهذا الحجم يضايق الحزب واستهداف رموزه وحصلت آنذاك الكثير من الاضطرابات مثل المسيرات التي كان يشارك فيها مئات الآلاف والإضرابات التي من أبرزها الإضراب العام المفتوح الذي بدأ في 1 جوان 1991 وتطوّر الأمر إلى اعتقال رئيس الحزب الشيخ عباسي مدني ونائبه الشيخ علي بلحاج وكثير من القادة البارزين للجبهة. وواصلت الأحداث اتخاذ مسار أسوأ أكثر حدة ودموية بعد حادثة قمار في 21 نوفمبر 1991 التي هوجمت فيها ثكنة عسكرية حدودية وقتل عدد من العسكريين وسرقت الكثير من الأسلحة والذخيرة ونسبت العملية إلى ناشطين في حزب الجبة الإسلامية للإنقاذ التي نفت مسؤوليتها عن الواقعة.
- رغم كل هذه الوقائع بقيت شعبيه الجبهة الإسلامية في أعلى مستوياتها وهو ما عكسته النتائج الساحقة التي حققتها في الانتخابات التشريعية التي جرت في 26 ديسمبر 1991 وفازت بها بأغلبية ساحقة وصلت إلى 82% بـ 188 مقعد من أصل 231 وهو ما جعلها تصل إلى أحد مراكز صنع القرار.[6]

## إلغاء الانتخابات
- يوم 04 يناير 1992 قام الشاذلي بن جديد بحل المجلس الشعبي الوطني الذي كان يرأسه عبد العزيز بلخادم
- يوم 11 يناير 1992 أعلن الرئيس الجزائري الشاذلي بن جديد اسقالته فجأة من رئاسة الجمهورية (يعتبر الكثيرون أنه دُفع إليها بضغط من الجنرالات).
- يوم 12 يناير 1992 قرر المجلس الأعلى للأمن إلغاء نتائج الانتخابات التشريعية وهذا أدّى إلى العشرية السوداء في الجزائر
- يوم 14 يناير 1992 قرر المجلس الأعلى للأمن الذي كان في يد العسكر بصفة مخالفة لـدستور الجزائر إنشاء المجلس الأعلى للدولة.
- يوم 16 يناير 1992 رجع محمد بوضياف ليرأس المجلس الأعلى للدولة، ومُنحت له صلاحيات رئيس الجمهورية دون تفويض من الشعب
- يوم 09 فبراير 1992 وقّع محمد بوضياف على مرسوم حالة الطوارئ، رغم أن الدستور الجزائري لا يمنحه صلاحية توقيع المراسيم الرئاسية.
- قاد إعلان حالة الطوارئ إلى شن حركة كبيرة من الاعتقالات في أوساط نشطاء الحزب حيث تم اعتقال حوالي 20 ألف مواطن في بضعة أيام فقط وكان أغلبهم من أعضاء جبهة الإنقاذ إضافة إلى عدد آخر من المواطنين ليسوا أعضاء في الجبهة الإسلامية وسجن هؤلاء في السجون والمعتقلات خصوصا التي تقع في الصحراء مثل معتقل رقان وعين امقل وقد أدى كل ذلك إلى إعلان الكثير من نشطاء الجبهة للجهاد ضد النظام العسكري وصعودهم للجبال حيث كَوّنوا هناك تنظيم عسكري أُطلق عليه الجيش الإسلامي للإنقاذ. كل تلك التسارعات الخطيرة والاعتداء على الدستور وقوانين الجمهورية والمعاهدات التي وقعت عليها الجزائر، مهّد لعشرية سوداء مرّت بها البلاد مُخلّفة ورائها أكثر من 200 ألف قتيل وخسائر مادية بمليارات الدولارات ناتجة عن التخريب الكبير الذي مسّ البنية التحتية إضافة إلى تعطل وركود الاقتصاد وتعطل لكل مجالات الحياة.

## حل الحزب وحظره
- أتبع قرار إلغاء الانتخابات بقرار آخر اتخذ في مارس 1992 تم على إثره حل الحزب وحظره تماما عن المشاركة في الحياة السياسية ولا يزال القرار ساري المفعول إلى الآن.

## تكوين جيش الإنقاذ
تأسس سنة 1993 بعد حلّ الجبهة الإسلامية للإنقاذ وإنقلاب الجيش الجزائري على المسار الانتخابي و التصويت الشعبي لصالح الجبهة بالإضافة لإجبار الرئيس الجزائري على الاستقالة و استلام السلطة بالمخالفة للدستور و القوانين واعتقال كثير من أفراد الجبهة و المناصرين لها باعتبارهم متمردين على السلطة و قرارات الجيش.
ظهرت عدد من الحركات المسلحة في الجزائر لمواجهة النظام الذي يقوده العسكر. وقد وفرت فتاوى تحث على الجهاد ضد الجيش الجزائري وعلى حمل السلاح في وجهه والخروج على الدولة، الإطار الشرعي لتلك الحركات المسلحة التي كان من أبرزها الجيش الإسلامي للإنقاذ.

## وصلات خارجية
- (رابط) الجرائد الرسمية لسنة 1992،  الموقع الرسمي